# 幸姓
幸姓是漢族姓氏之一，在《百家姓》中排第258位。在现代是极罕见的漢姓。

## 起源
一支是周文王之子叔偃的後裔「王孫建」，後投奔楚國，因至幸地駐守（今日江西南昌），後人稱幸氏。
其他幸姓主要来自于君主的赐姓。如得到君主宠幸和赏识，有時赐予幸、宠、赏等姓氏，幸姓即是如此而来。

## 郡望
- 豫章郡：汉高帝（今江西南昌市）。
- 雁门郡：战国时赵武灵王置雁门郡（今山西代县西北），秦汉时代沿革。

## 延伸阅读
[在维基数据编辑]
 《百家姓》
 《欽定古今圖書集成·明倫彙編·氏族典·幸姓部》，出自陈梦雷《古今圖書集成》